# Vliegers in het vuur
Vliegers in het vuur is een trilogie voor jeugdigen en volwassenen van de Nederlandse schrijver K. Norel, die in 1963 uitkwam. De drie delen heten:
- Met de rug tegen de muur
- Trillende evenaar
- Voorwaarts!

Voor dit boek verrichtte Norel degelijk en doelgericht onderzoek , onder meer naar de aantallen nieuwe luchtafweerkanonnen (Oerlikons, Boforsen en Vickersen). Dit blijkt ook uit zijn beschrijving van het Englandspiel en uit delen van het verhaal die in Ceylon spelen. Saillant detail is dat de hoofdpersonen in Vichy-Frankrijk terechtkomen met twee Joodse vluchtelingen, die de Franse regering prompt wil uitwijzen naar bezet Nederland. Dit was indertijd inderdaad beleid van de Vichy-Franse regering inzake niet-Franse Joden; zij werden geïnterneerd en aan de Duitsers uitgeleverd, die hen vervolgens naar de kampen deporteerden, in Frankrijk is dit lange tijd een taboe geweest.
Het boek bereikte 10 drukken.

## Verhaal

### Met de rug tegen de muur
In de nacht van 9 op 10 mei 1940 wordt Nederland door nazi-Duitsland overvallen. Meteen trachten de Duitsers Den Haag te bezetten via een luchtlandingsoperatie maar dit wordt verijdeld door het Nederlandse leger waarbij de Scheveninger Frans Matter en de Limburger Joost de Wolf bij de herovering van Ypenburg betrokken zijn. In de lucht is de strijd snel beslist: de Duitse luchtmacht heeft een numeriek overwicht en de Nederlandse luchtmacht verliest al snel veel van haar beste toestellen. De vlieger Bob Baars weert zich kranig maar verliest twee vliegtuigen waaronder een moderne Fokker, waarop hij in verouderde kisten moet vliegen die geen partij voor de Duitsers zijn. In Rotterdam zien gepensioneerd marinier Klaas Zwart en zijn ordonnans Gijs Pontier verbeten toe hoe de bruggen in Duitse handen vallen. Na de Nederlandse overgave vluchten veel vliegers naar Engeland waar ze het 320 Dutch Squadron RAF en later het 321 Dutch Squadron RAF vormen; Bob Baars door simpelweg naar Engeland te vliegen, de rest als Engelandvaarder. 
In Britse dienst strijden de Nederlanders verder tegen de Duitsers waarbij ze onder andere strategische doelen in bezet gebied bombarderen. Ze maken onder andere de evacuatie bij Duinkerken, en de Slag om Engeland en de Blitz mee.

### Trillende evenaar
De Nederlanders zijn gestaioneerd op de Schotse basis Leuchars en bemannen een bommenwerper en houden zich bezig met bombardementen op bezet gebied die echter maar speldenprikken vormen. Hierbij sneuvelt Bob Baars terwijl de rest van de groep de kist maar ternauwernood aan de grond krijgt. 
Joost de Wolf wordt als agent naar bezet Nederlands gebied gestuurd. De zaak zit fout: hij wordt door de Duitse contraspionage opgewacht en ontsnapt maar net aan gevangenschap. Met hulp van het verzet weet hij Engeland weer te bereiken. Ook een tweede dropping in Friesland blijkt verraden. De Wolf is woedend en maakt stampij bij zijn superieuren die hier lauwtjes op reageren. Tijdens een missie naar Zeeland worden Joost de Wolf en zijn bemanning in hun bommenwerper boven bezet Nederland neergehaald. Via het verzet weten ze met twee Joodse vluchtelingen via België, Vichy-Frankrijk en Spanje naar Engeland terug te keren. Van het verzet verneemt De Wolf dat van de Britse zendingen vrijwel niets het verzet heeft bereikt en dat agenten ofwel niet aankwamen of infiltranten bleken. De operatie blijkt gesaboteerd door de Duitsers; het zogenaamde Englandspiel.
De oorlog breidt zich intussen uit tot een ware wereldoorlog: in juni 1941 wordt de Sovjet-Unie door Duitsland aangevallen en in december de VS door Japan, waarop Engeland en Nederland ook Japan de oorlog verklaren. Het 321 Dutch Squadron RAF wordt naar de basis China Bay op Ceylon gestuurd waar het squadron uitgebreid wordt en verkenningswerk verricht. Mede dankzij hen zijn de Britten voorbereid op Japanse aanvallen op Colombo en Trincomalee, die ze weten af te slaan. Verder worden de vliegers ingezet voor bescherming van konvooien tegen Duitse en Japanse U-Boten. 

### Voorwaarts!
In het laatste deel wordt aandacht besteed aan de invasie in Normandië (D-Day), de slag om Arnhem, de hongerwinter, het Ardennenoffensief en de voedseldroppings (Operatie Manna). Tijdens het Ardennenoffensief sneuvelt Gijs Pontier bij een Duitse aanval op het vliegveld. Ten slotte wordt op 4 mei 1945 de overgave van alle Duitse legers in Nederland aangekondigd en kunnen Frans Matter, Joost De Wolf en Klaas Zwart eindelijk hun dierbaren terugzien. Al snel merken ze hoe nijpend de situatie is: veel mensen zijn ondervoed en slecht gekleed, vrijwel alle Joden zijn weggevoerd, Rotterdam is een grote puinhoop. Maar tot Klaas' grote vreugde staat zijn huis er nog en zijn zijn vrouw en zoon ongedeerd. Nederland viert de bevrijding en kijkt vol vertrouwen naar de toekomst.